# Pulay Gyula
Pulay Gyula (Budapest, 1956. március 16. –) közgazdász, volt államtitkár.

## Pályafutása
1982-ben szerzett diplomát a Marx Károly Közgazdaságtudományi Egyetemen. Ugyanitt egyetemi doktori címet, majd 2007-ben a Budapesti Műszaki és Gazdaságtudományi Egyetemen PhD fokozatot szerzett.
1979 és 1982 között a Könnyűipari Szervezési Intézetben dolgozott, majd 1982-1990-ben az Állami Bér- és Munkaügyi Hivatalban volt főelőadó, osztályvezető, később főosztályvezető. 1990 és 2006 között a kormányváltásoktól függetlenül töltött be vezető közigazgatási tisztségeket, ennek során 1990-1993 között a Népjóléti Minisztérium helyettes államtitkára, 1993-1998 között a Munkaügyi Minisztérium közigazgatási államtitkára, 1998-2000-ben a Szociális és Családügyi Minisztérium közigazgatási államtitkára, 2001 és 2002 között az Egészségügyi Minisztérium közigazgatási államtitkára, 2002-2003-ban a Foglalkozáspolitikai és Munkaügyi Minisztérium közigazgatási államtitkára, 2003-2006 között pedig a Miniszterelnöki Hivatal közigazgatási államtitkára. Ezt követően az Állami Számvevőszéknél töltött be különböző megbízatásokat. 1994-ben a Magyar Köztársasági Érdemrend középkeresztje kitüntetésben részesült.

## Művei
- Munkaerőgazdálkodás; szerk. Pulay Gyula; Munkaügyi Kutatóintézet, Bp., 1986 (Munkaügyi szakkönyv)
- Szilárdító szövegek. Szövegtöredékek a Caritas Fidelis családi közösség lelkiségi írásaiból; összeáll. Pulay Gyula; Pulay Gyulat, Bp., 1992
- Közös ügyünk az egészségügy magánosítása; Medicina, Bp., 2002
- A szeretett vezető. 13 év tapasztalatai és történetei; Harmat–Keve, Bp., 2004
- Az otthon is szeretett vezető. Hogyan élhet a főnök örömteli házasságban?; Harmat–Keve, Bp., 2007
- Mezei Károly–Pulay Gyula: Versenyképes-e a jó pásztor? Vezetői eszmények a Bibliában és napjainkban; Szent István Társulat, Bp., 2008
- A magyarországi cigányság helyzetének javítására és felemelkedésére a rendszerváltás óta fordított támogatások mértékéről és hatékonyságáról. Összegző, helyzetfeltáró tanulmány; tan. Pulay Gyula, Benkő János; Állami Számvevőszék Fejlesztési és Módszertani Intézet, Bp., 2008
- Korrupciós kockázatok feltérképezése a magyar közszférában; tan. Báger Gusztáv, Pulay Gyula, Korbuly Andrea; Állami Számvevőszék Fejlesztési és Módszertani Intézet, Bp., 2008
- A Balaton régió turisztikai tárgyú tanulmányainak költségei, ezek indokoltsága és hasznosulása a rendszerváltás óta eltelt 17 esztendőben. Tanulmány; tan. Pulay Gyula, Tököli László; Állami Számvevőszék Fejlesztési és Módszertani Intézet, Bp., 2008
- A megváltozott munkaképességű személyek támogatási rendszere társadalmi-gazdasági hatékonyságának vizsgálata; Állami Számvevőszék Kutató Intézete, Bp., 2009
- A felnőttképzési rendszerek hatékonysága nemzetközi összehasonlításban. Tanulmány; tan. Jánossy Dániel, Kiss Daisy, Pulay Gyula Állami Számvevőszék Kutató Intézete, Bp., 2009
- Az állam célszerű gazdasági szerepvállalása a XXI. század elejének globális gazdaságában. Tanulmány; szerk. Pulay Gyula; Állami Számvevőszék Kutató Intézete, Bp., 2009
- A vezetés alapjai, mesterfogásai. A vezetés művészetéről a holnap vezetőinek; Patrocinium, Bp., 2010 (Bethlen-sorozat)
- A turisztikai fejlesztések állami támogatása térségi és nemzetgazdasági szintű hatékonyságának vizsgálata; tan. Mundruczó Györgyné, Pulay Gyula, Tököli László; Állami Számvevőszék Kutató Intézete, Bp., 2010
- Tekintély és szabadság a nevelésben és a vezetésben; Harmat–Keve, Bp., 2011